# Diecezja Valledupar
Diecezja Valledupar (łac. Dioecesis Valleduparensis, hisz. Diócesis de Valledupar) – rzymskokatolicka diecezja w Kolumbii. Jest sufraganią archidiecezji Barranquilla.

## Historia
4 grudnia 1952 roku papież Pius XII bullą Gravi illa beati erygował wikariat apostolski Valledupar. Dotychczas wierni z tych terenów należeli do wikariatu apostolskiego Goajira.
25 kwietnia 1969 roku mocą konstytucji apostolskiej "Qui in beatissimi" papież Paweł VI podniósł wikariat do rangi diecezji.

Mapa diecezji

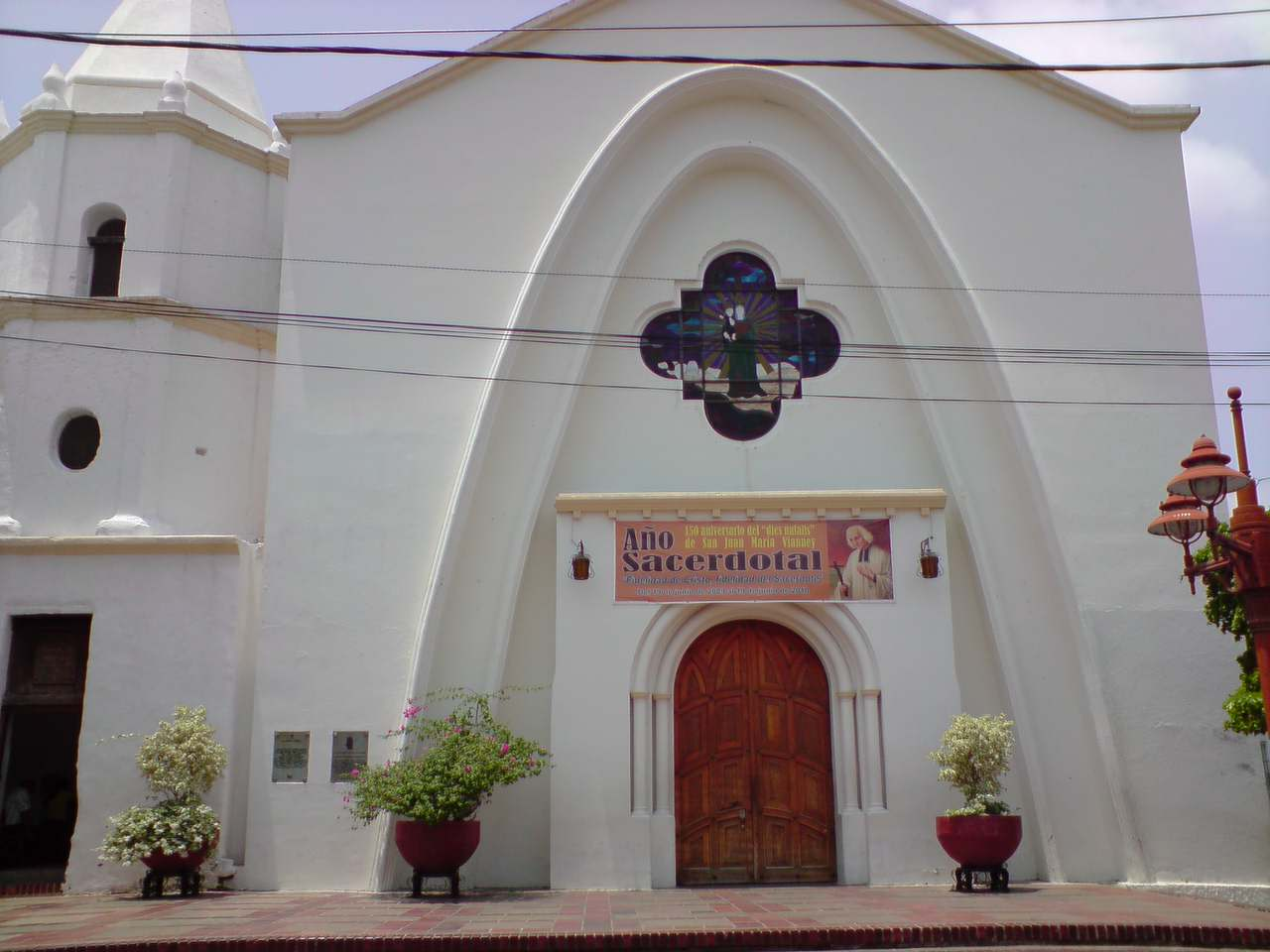
Katedra w Valledupar

## Ordynariusze

### Wikariusze apostolscy Valledupar
- Vicente Roig y Villalba OFMCap (1952 – 1969)

### Biskupi Valledupar
- Vicente Roig y Villalba OFMCap (1969 - 1977)
- José Agustín Valbuena Jáuregui (1977 - 2003)
- Oscar José Vélez Isaza CMF (od 2003 roku)